# Oriol Estrada Rangil
Oriol Estrada Rangil (Mataró, 23 de mayo de 1980), conocido también por el alias de Capitán Urías, es un divulgador de cultura japonesa especializado en manga y anime.
Desde 2014 colabora con Ficomic en la organización del Salón del Manga y del Salón Internacional del Cómic de Barcelona.
El 2015 fundó el Espacio Daruma, un centro cultural, lingüístico y de promoción del ocio en Barcelona dedicado al manga, anime, lengua y cultura japonesa.

## Biografía
Su interés por Japón y el manga empezó primero con el anime Capitán Harlock y luego Dragon Ball, ambos emitidos por TV3 en la década de los 1980 y 1990, respectivamente.
El 2010 estrenó su primera película, Crónicas desde Cipango, en la 16a edición del Salón del Manga de Barcelona. El documental, audoeditado, entrevista a cuatro jóvenes blogueros españoles residentes en Japón (antiguamente conocido como Cipango).
Dos años más tarde, de nuevo en el Salón del Manga de Barcelona, presentó el documental Songokumania, el big bang del manga, basado en el fenómeno social que generó la emisión del anime Dragon Ball a medianos de los años 1990. El 2016 el documental fue reeditado, celebrando su reestreno en el Festival Sant Cugat Fantàstic. La nueva versión del documental era más extensa e incorporó a entrevistas adicionales. Ese mismo año también vio la luz un libro homónimo, presentado en el Festival de Cine de Sitges. La publicación del libro coincidió con el 30 aniversario de la creación del anime Dragon Ball (1986) y contenía informaciones adiconales al documental.
Sus colaboraciones en el Salón del Manga de Barcelona le permitieron entrar en contacto con Ficomic y su entorno. Es así como en 2014 el divulgador de cómic Antoni Guiral le propuso colaborar con la enciclopedia Del tebeo al manga: una historia de los cómics. Estrada fue responsable de la edición del último volumen de la enciclopedia, dedicado al manga y al anime.
El 2019, en colaboración con el traductor Marc Bernabé, publicó el libro 501 mangas que leer en español, publicado por la editorial Norma, con prólogo de Oscar Valiente. El libro no es ninguna recopilación de los mejores mangas sino que pretende ser un reflejo de la historia del manga en España e incluso en el Japón.

## Obra (selección)
- 2014: Guiral, Antoni; Estrada, Oriol; Diversos autores (2016). Manga: Made In Japan. Del tebeo al manga. Una historia de los cómics (en castellà) 11. Evolution Comics (Panini). ISBN 978-8490248904.
- 2016: Estrada, Oriol (2016). Songokumania: el Big Bang del manga. Edicions Xandri. ISBN 978-8494609404.
- 2016: de la Torre, Toni; Estrada, Oriol; Diversos autores (2016). La medicina en las series de televisión. Fundación Dr. Antonio Esteve. ISBN 978-8494257193.
- 2018: Jean, David; Estrada, Oriol; Diversos autors (2016). Japón para otakus. Diabolo. ISBN 978-8494944918.
- 2019: Estrada, Oriol; Bernabé, Marc (2019). 501 mangas que leer en español. Norma. ISBN 978-8467939408.
- 2020: Cultura Manga. Redbook. 2020. ISBN 978-8412231151.